# Umberto Gandini (dirigente sportivo)
Umberto Maria Gandini (Varese, 11 aprile 1960) è un dirigente sportivo italiano.

## Biografia
In gioventù pratica a livello agonistico l'hockey su ghiaccio, militando nei Mastini Varese, società per la quale intraprende successivamente la carriera dirigenziale. Ha altresì fatto il commentatore nell'ambito di tale sport.
Laureato in giurisprudenza a Milano, sul finire degli anni 1980 entra in Fininvest (la holding delle aziende di Silvio Berlusconi) e inizia a lavorare per Reti Televisive Italiane, occupandosi dell'acquisizione di diritti televisivi.
Nel 1993 passa al Milan con la qualifica di direttore dell’organizzazione sportiva; tra il 1998 e il 2001 ne è altresì team manager, dopodiché dal 2014 al 2016 ha ricoperto la carica di direttore esecutivo dell’area sportiva per la prima squadra, occupandosi altresì di negoziazione di diritti televisivi e per i nuovi media.
Nel 2000 è tra i fondatori del consorzio G-14 tra i maggiori club calcistici europei e nel 2008 ha un ruolo analogo nella costituzione dell'European Club Association (ECA), di cui è secondo vicepresidente fino al 2010 e quindi primo vicepresidente vicario fino al 2016.
Nel settembre 2016, dopo 23 anni, lascia il Milan e passa alla Roma con la qualifica di amministratore delegato; il rapporto col club giallorosso termina nel settembre 2018.
Ricopre inoltre incarichi in seno alla UEFA (prima membro dell'European Club Forum, poi del comitato strategico per il calcio professionistico e della commissione per le competizioni dei club) e alla FIFA (membro del comitato per i club e del Football Stakeholders Committee).
Il 26 febbraio 2020 viene nominato presidente della Lega Basket Serie A, prima esperienza sportiva al di fuori del calcio.